# Drøbak-Frogn IL
Drøbak-Frogn IL is een Noorse voetbalclub uit de stad Drøbak, die kortweg DFI wordt genoemd. 

## Geschiedenis
De club werd in 1946 opgericht na een fusie van Drøbak BK (1920) and Frogn IL (1934). Behalve voetbal biedt de club ook onderdak aan sporten als alpine skiën, badminton, basketbal, floorball, handbal, orienteering, tafeltennis, turnen, wielrennen en Noords skiën.
De voetbalclub speelde enige tijd in de derde divisie van Noorwegen, de zogeheten 2. Divisjon en speelde in 2007 voor het laatst in de tweede divisie. Vijf jaar eerder streed de club met Hamarkameratene en Strømmen IF om één plaats in de hoogste afdeling, de Tippeligaen. In het seizoen 2024 speelt de club op het vijfde niveau in Noorwegen.

## Eindklasseringen
| Seizoen | №  | Clubs | Divisie                  | Duels | Winst | Gelijk | Verlies | Doelsaldo | Punten | Tsch |
| ------- | -- | ----- | ------------------------ | ----- | ----- | ------ | ------- | --------- | ------ | ---- |
| 1994    | 3  | 12    | 1. divisjon (Avdeling 1) | 22    | 11    | 5      | 6       | 39–25     | 38     | ??   |
| 1995    | 3  | 12    | 1. divisjon (Avdeling 1) | 22    | 13    | 4      | 5       | 60–35     | 43     | ??   |
| 1996    | 4  | 12    | 1. divisjon (Avdeling 1) | 22    | 12    | 5      | 5       | 47–29     | 41     | ??   |
| 1997    | 12 | 14    | 1. divisjon              | 26    | 6     | 6      | 14      | 21–47     | 24     | ??   |